# Kaliakra (voilier)
Le Kaliakra (connu aussi sous le nom de STV Kaliakra) est un trois-mâts goélette, construit en 1984 au chantier naval de Gdansk, d'après les plans du concepteur technique polonais Zygmunt Choreń.

## Histoire
C'est une reproduction d'un ancien bâtiment, et le Kaliakra est l'un des trois voiliers ultra-modernes conçus pour la formation. Il appartient au Centre de formation maritime de Bulgarie.

Les deux autres sister-ships sont le Pogoria et l’Iskra II polonais.
Hébergement : 4 cabines avec 2 hamacs chacune, 1 cabine avec 6 hamacs, 1 cabine avec 9 hamacs et 1 cabine avec 11 hamacs pour les stagiaires.
Le Kaliakra participe aussi à de nombreuses régates internationales (Tall Ships' Races) et rassemblements de grands voiliers...

## Rassemblements de grands voiliers
Présence à Rouen :
- Armada Rouen 2003
- Armada 2008.

Départ de Rouen :
- de la Tall Ships' Races (Rouen- Liverpool 2008)[1].

## Liens externes

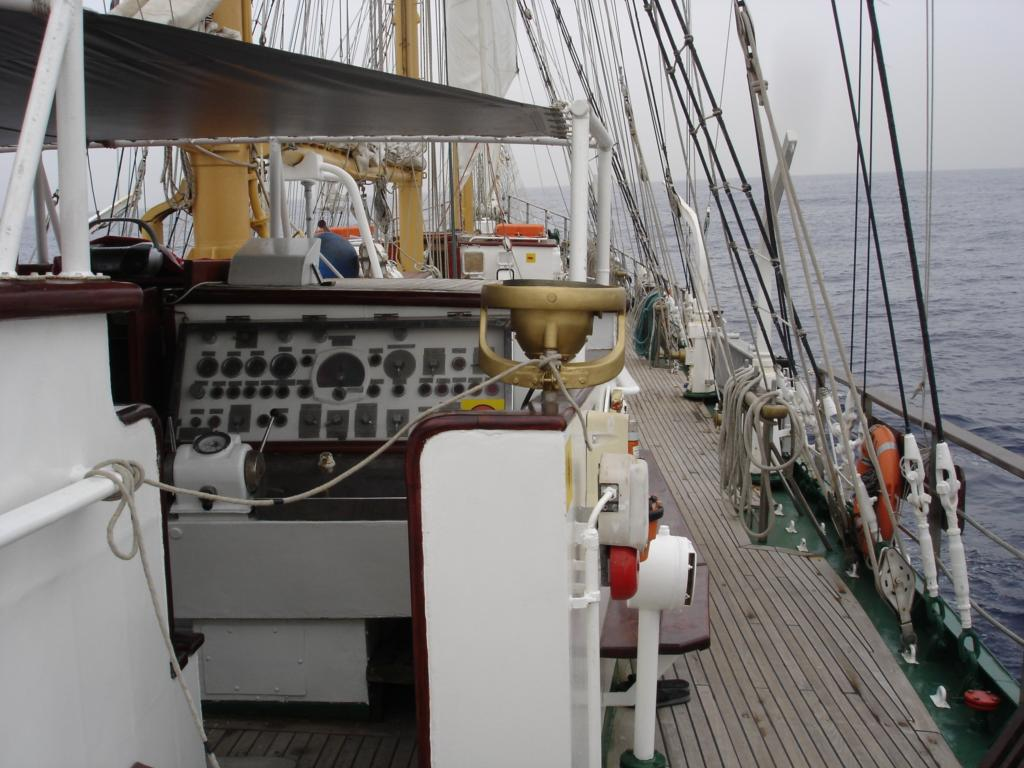
Poste de pilotage
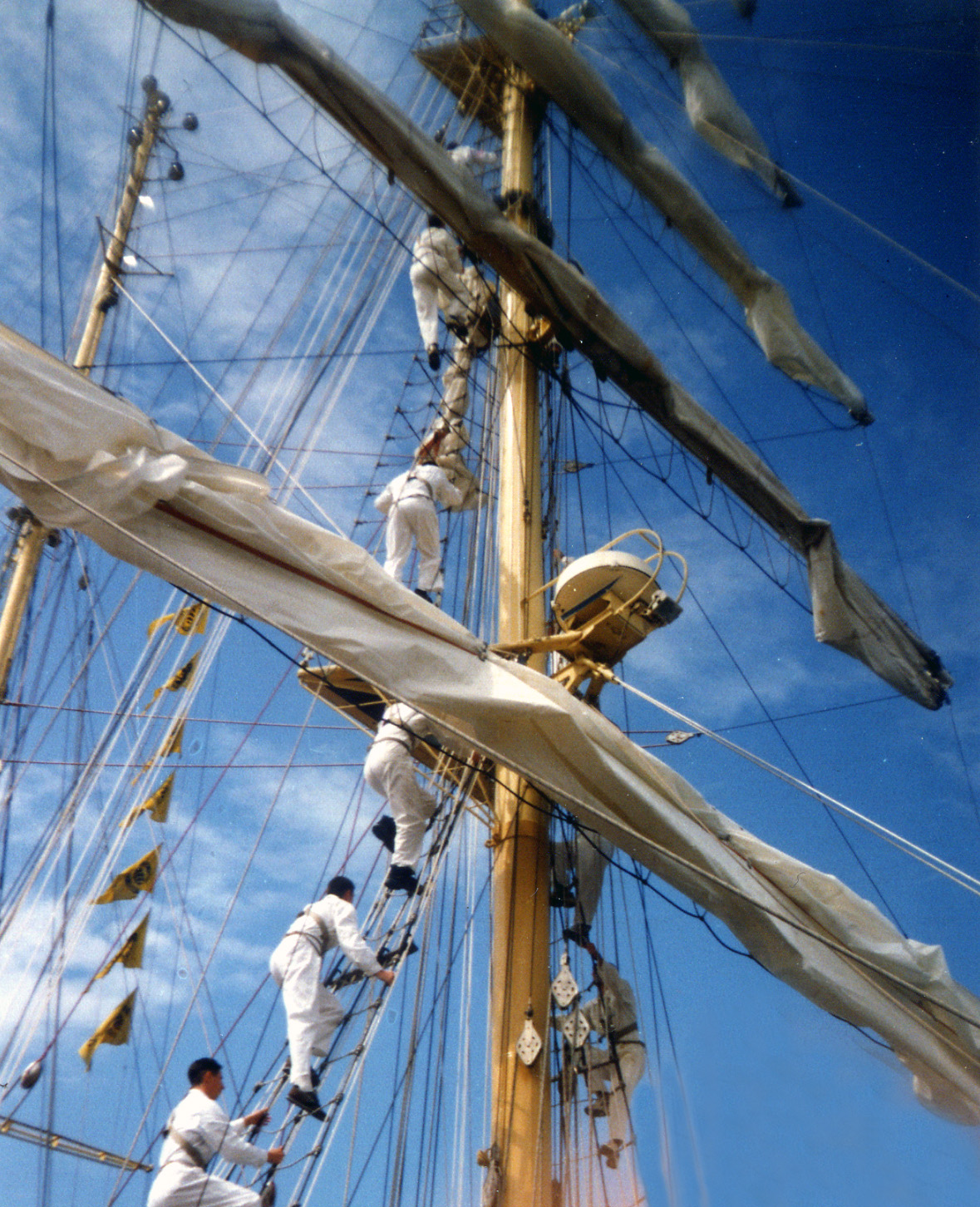
Mâture